# Sân bay Biała Podlaska
Sân bay Biała Podlaska (IATA: BXP, ICAO: EPBP) là một sân bay quân sự cũ, nằm ở thành phố Biała Podlaska, ở phía bắc của Lublin Voivodship. Đó là dưới sự hiện đại hóa để phục vụ như một sân bay chở hàng và trong tương lai, có lẽ cũng sẽ phục vụ các dịch vụ hành khách trong khu vực hoàn toàn thiếu các sân bay này. Công ty Port Lotniczy Biała Podlaska Lau đã cố gắng hồi sinh sân bay, nhưng hiện tại người quản lý sân bay đã thay đổi.
Sân bay Biała Podlaska là nơi duy nhất ở khu vực phía đông của Ba Lan có tiềm năng phục vụ các dịch vụ chở khách. Cơ sở hạ tầng của nó là: 2 đường băng lớn 3300 x 60 mét, đường băng nhỏ hơn 2260 x 30 mét, với đường cho xe taxi đón khách, dường như cho phép xử lý các chuyến bay xuyên lục địa. Sân bay có thể bao phủ phía tây Belarus gần đó và thu hút hành khách cũng từ khu vực này. Sân bay nằm gần biên giới với Cộng hòa Bêlarut (10,3 triệu người), nơi mà, do sự độc quyền trên thị trường, không có dịch vụ hàng không giá rẻ và số lượng chuyến bay mỗi người mỗi năm là thấp đến mức không thể tin được do sự độc quyền của các hãng hàng không quốc gia. Sân bay ở Biała Podlaska nằm gần thành phố Brest của Bêlarut. Có một cửa khẩu biên giới với Belarus trong Terespol / Brest gần đó (khoảng 40 km về phía đông).
Gần 70 km, có một khu rừng quý giá Białowieża Primaeval, được biết đến với tên Belaveskaya Pushcha (Белавеская пушча-Việt Nam) ở Belarus và Puszcza Białowieska ở Ba Lan. Đây là một khu rừng nguyên sinh cổ xưa nằm giữa biên giới giữa Belarus và Ba Lan, nằm ở vị trí 70 km về phía bắc của Brest. Đây là phần duy nhất còn lại của khu rừng rộng lớn một thời trải dài trên đồng bằng châu Âu và nó là Di sản Thế giới của UNESCO.

## Lịch sử
Sân bay là một căn cứ quân sự cũ.

## Cơ sở hạ tầng sân bay
Sân bay hậu quân sự được xếp hạng trong năm sân bay hàng đầu ở Ba Lan về chiều dài cơ sở hạ tầng.
Có tồn tại một tuyến đường sắt bên cạnh nhà ga có thể được sử dụng cho dịch vụ hành khách.